# Peter Pirker (Journalist)
Peter Pirker (* 22. Mai 1944 in Klagenfurt; † zwischen 21. und 29. Mai 2014 in Wien) war ein österreichischer Journalist und von 1999 bis 2001 Chefredakteur des Landesstudios Kärnten beim ORF.

## Leben
Pirker studierte in Graz und Wien. Sein Studium schloss er mit der Promotion zum Dr. phil. ab. Seit 1968 arbeitete er in redaktionellen und später in leitenden Funktionen für den ORF und auch verschiedene andere Medienunternehmen. So war er unter anderem zwischen 1978 und 1982 Deutschlandkorrespondent der Tageszeitung Kurier, von 1983 bis 1985 Chefredakteur beim Fernsehsender Sat.1 und von 1985 bis 1987 bei der Kronen Zeitung.
Seit dem 21. Mai 2014, ein Tag vor seinem 70. Geburtstag, galt Pirker als vermisst. Seine Leiche wurde acht Tage später in der Donau bei der Leopoldstadt gefunden. Laut Obduktionsergebnis lag kein Fremdverschulden für den Tod Pirkers vor. Demnach beging er Suizid, dessen Auslöser eine private Überschuldung gewesen sein soll.
Seit 1964 war er Mitglied der katholischen Studentenverbindung KÖHV Carolina Graz im ÖCV.